# Godesberg-programmet
Godesberg-programmet (tysk: Godesberger Programm) er navnet på et partiprogram, som det tyske socialdemokratiske parti SPD vedtog på en ekstraordinær kongres i Bad Godesberg ved Bonn 15. november 1959. Programmet var gældende til 1989. 
Programmet markerede den for længst fuldførte omdannelse af SPD fra et socialistisk arbejderparti til et pragmatisk folkeparti. Grundprincipperne i programmet har fortsat betydning for SPD's politiske positionering, selv om programmet i 1989 blev erstattet af Berlin-programmet. Forløberen for Godesberg-programmet var Heidelberg-programmet fra 1925, som blev betydeligt modifcieret i 1946. 
Godesberg-programmet var præget af liberal-demokratiske grundprincipper og markerede en afstandtagen fra marxistiske begreber som klassekamp og planøkonomi. Partiet slog i stedet fast, at det arbejder for en social markedsøkonomi, retsstatsprincipper samt for 'menneskers frie udfoldelse'.